# Borbone-Vendôme
Col termine di casata di Borbone-Vendôme si indicano due rami della casata di Borbone. Il primo ramo dei Borbone-Vendôme era discendente da Luigi, conte di Vendôme (1376 – 1446), cadetto della casata dei Borbone-La Marche. Luigi ricevette come ultrogenito la signoria di Vendôme da sua madre. Vendôme venne elevato a ducato-parìa nel 1515 in favore di Carlo di Borbone. Dal 1527, Carlo, sopravvissuto ai rami di Alençon e Borbone, divenne Principe di sangue. Il figlio di Carlo, Antonio divenne Re di Navarra per matrimonio; suo nipote, Enrico sopravvisse alla casata dei Valois nel 1589, succedendo al trono come primo Re della dinastia dei Borboni di Francia.
La seconda casata di Borbone discende invece direttamente dalla prima. Essa venne fondata da Cesare di Borbone (1594–1665), figlio legittimato di re Enrico IV di Francia e della sua amante, Gabrielle d'Estrées.

## Genealogia della prima casata di Borbone-Vendôme
- Giovanni VII di Borbone, († 1393), conte di Vendôme per matrimonio con Caterina di Vendôme, conte di Castres e de La Marche.
  - Luigi I di Borbone-Vendôme (1376 - 1446), figlio del precedente, conte di Vendôme e di Castres, signore di Mondoubleau, d'Épernon, di Préaux e di Romalart, gran ciambellano, gran maestro di Francia, governatore della Piccardia, dello Champagne e del Brie. Sposò Jeanne de Laval-Montfort.
    - Giovanni II di Borbone, figlio del precedente, conte di Vendôme, signore d'Épernon, di Montdoubleau, di Montoire, di Lavardin e di Bonneval.
    - 1446-1477 : Giovanni VIII di Borbone-Vendôme († 1477), figlio del precedente. Sposò Isabelle de Beauvau, signora di Champigny(-sur-Veude) e La Roche (-sur-Yon). Da loro discende la casata dei Borbone-Ligny(-sur-Canche)-Rubempré (vedi Borbone-Ligny)
      - 1477-1495 :Francesco di Borbone-Vendôme (1470 † 1495), figlio del precedente, conte di Vendôme e signore di La Roche, sposò Maria di Lussemburgo-Saint-Pol, conte di Saint-Pol, Conversano, Marle e Soissons, visconte di Meaux, barone d'Enghien, signore d'Épernon, di Gravelines, di Dunkerque, di Ham, di Bohain e di Beaurevoir, di Condé-en-Brie, castellano di Lille e di Cambrai. Suo fratello Luigi fu principe di La Roche-sur-Yon e sposò la futura duchessa di Montpensier.
        - 1495-1537 : Carlo di Borbone (1489 † 1537), figlio del precedente, duca di Vendôme, pari di Francia, conte di Soissons, di Marle, di Conversano, visconte di Meaux, signore d'Épernon, di Montdoubleau, di Condé-en-Brie, di Ham, di Gravelines, di Dunkerque, di Bohain, di Beaurevoir e di Hesdin, castellano di Lille, governatore di Parigi e dell'Île de France. Sposò Francesca di Valois-Alençon. Nel 1514, la contea di Vendôme viene eretta a ducato-paria. Nel 1527, alla morte di Carlo III di Borbone, Carlo diviene capo della casata di Borbone ma non poté ereditare il ducato di Borbone, confiscato dalla Corona.
          - 1537-1562 : Antonio di Borbone (1518 † 1562), figlio del precedente, re di Navarra per matrimonio con Jeanne d'Albret, oltre che principe sovrano di Béarn, duca d'Albret, conte di Foix, di Bigorre, d'Armagnac, di Rodez e di Périgord, visconte di Limoges, signore di Soule; duca di Vendôme e di Beaumont, conte de La Marche e d'Enghien, signore di Senonches, governatore e luogotenente generale di Piccardia e di Guyana, cavaliere dell'Ordine di San Michele, capo del consiglio durante la minore età di Carlo IX.
            - 1562-1589 : Enrico IV (1533 † 1610), figlio del precedente, re di Navarra (1572-1610) e di Francia (1589-1610), ereditò il ducato di Vendôme. Nel 1589, lo riunì alla Corona francese, dandolo poi in appannaggio a suo figlio Cesare, figlio avuto dalla sua amante Gabrielle d'Estrées.

## Genealogia della seconda casata di Borbone-Vendôme
1. Cesare di Borbone, I duca di Vendome, II duca di Beaufort (1594–1665). Figlio illegittimo legittimato di Enrico IV di Francia. Nel 1608, sposò Francesca di Lorena, duchessa di Mercœur e di Penthièvre (1592–1669), figlia ed erede di Filippo Emanuele di Lorena, duca di Mercœur, rivale di suo padre Enrico IV. Ebbe tre figli.
  1. Luigi II di Borbone-Vendôme, II duca di Vendôme (1612–1669). Sposò Laura Mancini, nipote del cardinale Mazzarino, ed ebbe tre figli.
    1. Luigi Giuseppe di Borbone-Vendôme, III duca di Vendôme (1654–1712). Nominato maresciallo di Francia. Sposò Maria Anna di Borbone-Condé (1678–1718), figlia di Enrico III Giulio di Borbone-Condé, principe di Condé, e nipote di Luigi II di Borbone-Condé. La coppia non ebbe figli. Alla sua morte i suoi titoli passarono al fratello minore Filippo.
    2. Filippo di Borbone-Vendôme, IV duca di Vendôme (1655–1727), detto le prieur de Vendôme. Gran Priore di Francia per l'Ordine di Malta, fu valente comandante militare.
    3. Giulio Cesare (1657–1660)

  2. Elisabetta di Borbone-Vendôme (1614–1664), sposò Carlo Amedeo di Savoia, VI duca di Nemours.
  3. Francesco di Borbone-Vendôme, I duca di Beaufort (1616–1669), non si sposò mai e non ebbe figli.